# Away from the Sun
Albums de 3 Doors Down
The Better Life
(2000) Seventeen Days
(2005)
Away from the Sun est le deuxième album studio du groupe de rock américain 3 Doors Down. L'album est sorti le 12 novembre 2002. Charts : N°8 aux États-Unis (3 x platine). 
Les singles extraits de l'album furent :
- When I'm Gone N°4 aux États-Unis
- Road I'm On
- Here Without You N°5 aux États-Unis
- Away from the Sun N°62 aux États-Unis

## Liste des titres
| No  | Titre                | Durée |
| --- | -------------------- | ----- |
| 1.  | When I'm Gone        |       |
| 2.  | Away from the Sun    |       |
| 3.  | Road I'm On          |       |
| 4.  | Ticket to Heaven     |       |
| 5.  | Running Out of Days  |       |
| 6.  | Here Without You     |       |
| 7.  | I Feel You           |       |
| 8.  | Dangerous Game       |       |
| 9.  | Changes              |       |
| 10. | Going Down in Flames |       |
| 11. | Sarah Yellin'        |       |
| 12. | This Time            |       |